# Larry Parks
Larry Parks (Olathe, 13 de dezembro de 1914 - Studio City, 13 de abril de 1975) foi ator estadunidense. Ele alcançou o estrelato em Hollywood com seu desempenho em The Jolson Story de 1946, papel que lhe rendeu indicação ao Oscar de melhor ator.

## Filmografia
- Mystery Ship (1941) ...Tommy Baker
- Harmon of Michigan (1941) ...Harvey
- Three Girls About Town (1941) ...Repórter
- Harvard, Here I Come! (1941) ...Eddie Spellman
- Blondie Goes to College (1942) ...Rusty Bryant
- Canal Zone (1942) ...Recruit Kincaid
- Alias Boston Blackie (1942) ...Joe Trilby
- North of the Rockies (1942) ...Jim Bailey
- Hello, Annapolis (1942) ...Paul Herbert
- Submarine Raider (1942) ...Sparksie
- Atlantic Convoy (1942) ...Gregory
- A Man's World (1942) ...Chick O'Driscoll
- The Boogie Man Will Get You (1942) ...Bill Layden
- Reveille with Beverly (1943) ...Eddie Ross
- Is Everybody Happy? (1943) ... Jerry Stewart
- The Deerslayer (1943) ...Jingo-Good
- The Racket Man (1944) ...Larry Lake
- Hey, Rookie (1944) ...Jim Leighter
- The Black Parachute (1944) ...Michael Kaligor Lindley
- Stars on Parade (1944) ...Danny Davis
- Sergeant Mike (1944) ...Pvt. Tom Allen
- She's a Sweetheart (1944) ...Rocky Hill
- Counter-Attack (1945) ...Kirichenko
- Renegades (1946) (1946) ...Ben Dembrow (Ben Taylor)
- The Jolson Story (1946) ...Al Jolson
- Down to Earth (1947) ...Danny Miller
- The Swordsman (1948) ...Alexander MacArden
- The Gallant Blade (1948) ...Lt. David Picard
- Jolson Sings Again (1949) ...Al Jolson
- Emergency Wedding (1950) ...Peter Judson Kirk Jr.
- Love Is Better Than Ever (1952) ...Jud Parker
- Tiger by the Tail (1954) ...John Desmond
- Freud: The Secret Passion (1962) ...Dr. Joseph Breuer